# Torsofuck
Torsofuck ist eine 1995 gegründete finnische Band aus Harjavalta. Sie wird sowohl dem Goregrind als auch dem Porngrind zugerechnet.

## Geschichte
Nach einigen Veränderungen der Besetzung und ausgiebigen Tourneen durch Finnland lösten sich Torsofuck 1999 nach Aufnahme des Demotapes High Level Cannibalistic Violence, von dem nur 50 Kopien existieren, auf. 2001 wurde eine Split mit Lymphatic Phlegm veröffentlicht. Kurz darauf trennte sich die Band wieder, wurde jedoch vom Plattenlabel Goregiastic Records erfolgreich um eine Wiedervereinigung gebeten. Im Jahre 2004 erschien das Debütalbum Erotic Diarrhea Fantasy.
Bassist Tuomas Karppinen spielt noch bei der Band Torture Killer, Schlagzeuger Tuomo Latvala bei Torture Killer und Demigod.
Ein für den Jahreswechsel 2007/08 angekündigtes zweites Album As Semen Blends To Rot wurde nicht veröffentlicht. Im Mai 2010 wurde der 2003 erschienene Split mit Lymphatic Phlegm über das Label Metalhit.com neu als MP3-Download veröffentlicht.

## Diskografie
Demo
- High Level Cannibalistic Violence (1999)

Split
- Disgusting Gore and Pathology/Polymorphisms to Severe Sepsis in Trauma mit Lymphatic Phlegm (2003, Bizarre Leprous Production) (2010, Metalhit.com)

Album
- Erotic Diarrhea Fantasy (2004, Goregiastic Records)[1]